# Bonus Sports Marketing
Bonus Sports Marketing (BSM) es una empresa de consultoría y marketing deportivo fundada en el año 2002 en Barcelona. 

## Historia
BSM fue creada por el empresario catalán Alexandre Rosell i Feliu, también conocido como Sandro Rosell, que puso al servicio de la nueva empresa todos los conocimientos adquiridos en el mundo del marketing deportivo durante su paso por el COOB 92, por la filial española de la multinacional International Sport and Leisure (ISL) y por la delegación de la multinacional Nike en Brasil y América del Sur. En 2002, Sandro Rosell dejó su cargo en Nike para regresar a Barcelona con su familia, abandonar la empresa privada y dedicarse enteramente al mundo de los negocios.
Durante la campaña electoral de las elecciones de 2010 a la presidencia del Fútbol Club Barcelona, Sandro Rosell asumió el compromiso público de vender la empresa BSM si ganaba las elecciones. Sorprendió mucho esta promesa puesto que no era ningún requisito obligatorio, pero Rosell declaró que lo hacía para concentrarse plenamente en la gestión del club. A partir de las confusas explicaciones dadas por Sandro Rosell sobre la supuesta venta de su empresa, empezó a conocerse que BSM tenía un historial especialmente controvertido.

## Controversias
En 2008, Bonus Sports Marketing poseía los derechos para organizar un partido amistoso en Brasilia entre Brasil y Portugal. Al ser un requisito imprescindible que la empresa organizadora fuera brasileña, Rosell creó la empresa Ailanto Marketing Ltda. La nueva empresa se encargó de organizar el partido, pero la fiscalía de Brasilia denunció a los organizadores por considerar que se habían cometido varias irregularidades. El caso todavía continúa abierto en los tribunales de Brasil.
El 13 de diciembre de 2010, ya como presidente del club, Sandro Rosell aseguró que había vendido BSM, el verano anterior, al grupo saudí, Dallah Albaraka Group (DAG). Posteriormente, se supo que la empresa compradora, en junio de 2011, era Sports Investment Offshore SAL, una empresa libanesa propiedad de Shahe Ohannessianm, que era amigo de Sandro Rosell y compañero de estudios en la escuela de negocios ESADE. La esposa de Rosell continuó como administradora de la sociedad y la sede fue trasladada a otro local propiedad de Sandro Rosell.
En 2007, Bonus Sports Marketing se adjudicó la gestión de la Academia Aspire de Catar. El generoso contrato conseguido por BSM para desarrollar el proyecto Aspire Football Dreams de reclutamiento de jóvenes talentos para los mundiales de Catar 2022, facilitó el posterior contrato de patrocinio de la camiseta entre el Gobierno de Catar y el Fútbol Club Barcelona.
El día 22 de mayo de 2017, Sandro Rosell fue detenido y acusado de un delito de blanqueo de capitales. En el auto de prisión provisional del juzgado de instrucción número 3 de Madrid, en la llamada Operación Rimet, aparece la empresa Bonus Sports Marketing como una pieza clave en el entramado de blanqueo de dinero del cual se acusa a Sandro Rosell. Acusación de la que fue absuelto el 24 de abril de 2019.
Con la publicación, en junio de 2017, del documento íntegro del denominado Informe García sobre la investigación de las adjudicaciones de los mundiales de 2018 y 2022, se conoció el decisivo papel que habría tenido Sandro Rosell, gracias a la relación de BSM con Catar, en la adjudicación de los mundiales de 2022 a la candidatura catarí.